# Wynn Resorts
Wynn Resorts est une entreprise américaine qui fait partie de l'indice NASDAQ-100.
Cette société a été créée par Steve Wynn et possède notamment le célèbre Wynn Las Vegas, une tour de verre de 45 étages.
En 2006, Steve Wynn a ouvert le Wynn Macao conçu par Jon Jerde, le même architecte que le Wynn Las Vegas.

## Historique
Le Wynn Las Vegas a ouvert en 2005.
Le Wynn Macao a ouvert en 2006.

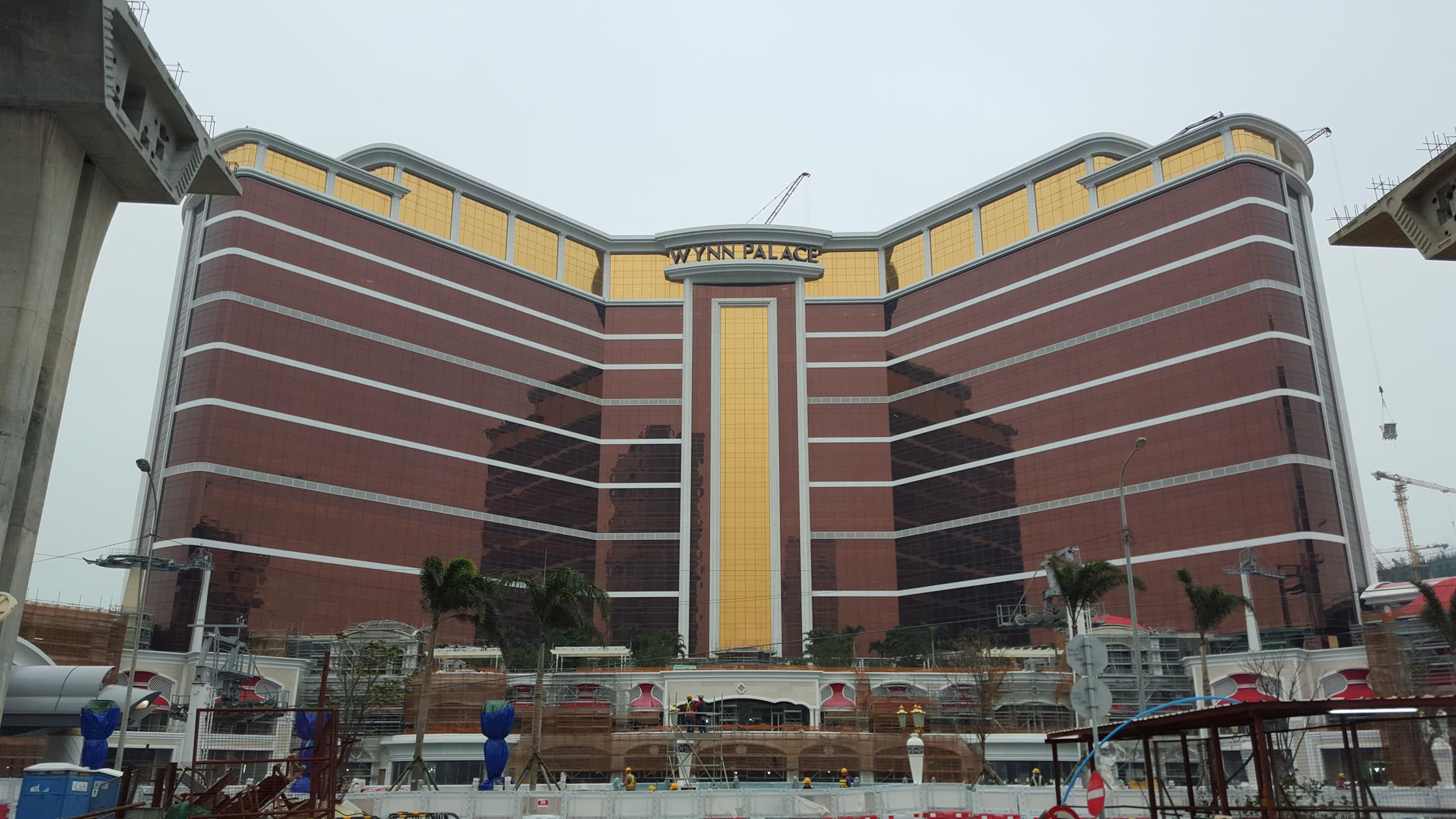
Wynn Palace à Macao

Le Wynn Palace situé à Macao a ouvert en 2016.
Le Encore Boston Harbor (en) a ouvert en 2019.
Le Wynn Al Marjan Island (en) ouvrira en 2027 et comprendra le premier casino des Émirats arabes unis.